# Rémalard-en-Perche
Rémalard-en-Perche – gmina we Francji, w regionie Normandia, w departamencie Orne. W 2013 roku liczba ludności wynosiła 2023 mieszkańców.
Gmina została utworzona 1 stycznia 2016 roku z połączenia trzech ówczesnych gmin: Bellou-sur-Huisne, Dorceau oraz Rémalard. Siedzibą gminy została miejscowość Rémalard.